# Flixel
Flixel foi uma coleção de bibliotecas em ActionScript completamente grátis que ajuda nas automatizações, gráficos e permite a otimização de criação de jogos em Flash. Sendo o usuário pode criar jogos com apenas em algumas horas

## Origem
Biblioteca criada por Adam Saltsman, conhecido pelo apelido Adam Atomic. Flixel é orientada a objetos e não foi desenvolvido para funcionar usando a IDE Adobe Flash CS4 mas sim usando uma ferramenta de livre acesso sem custo nenhum como o Flash Develop.
Com o fim do suporte a plugin Adobe Flash Player em Navegador Web o projeto encontrou eu fim, mas foi criado o projeto HaxeFlixel, (nao possui participação direta de Adam Saltsman) que utiliza a tecnologia OpenFL uma biblioteca multimídia que permite criação de softwares tanto web como suporte a sistemas nativos disponiveis para os sistemas operacionais:
- Microsoft Windows
- Linux
- MacOSX

## Suporte
A bblioteca interage com seguintes programas:
- Flash Develop — (Windows / Linux / Macintosh / Solaris ) Gratis
- Flex Builder — (Macintosh) Pago
- mxml — (Windows, Linux, Macintosh)